# 1ª Divisão 1966 (hockey su pista)
La 1ª Divisão 1966 è stata la 26ª edizione del torneo di primo livello del campionato portoghese di hockey su pista. La manifestazione fu disputata tra il 12 agosto e il 12 dicembre 1966. Il titolo è stato conquistato dal Benfica per la settima volta nella sua storia.

## Stagione

### Formula
La 1ª Divisão 1966 vide ai nastri di partenza trentacinque club divisi in gironi regionali; ogni girone fu organizzato con un girone all'italiana, con gare di andata e ritorno. Erano assegnati tre punti per l'incontro vinto e due punti a testa per l'incontro pareggiato, mentre ne era attribuito uno solo per la sconfitta. Al termine della prima fase le migliori otto squadre si qualificarono alla fase finale; la vincitrice venne proclamata campione del Portogallo.

## Prima fase

### Zona Norte

#### Regional do Braga
|  | Pos. | Squadra     | Pt | G | V | N | P | GF | GS | DR |
|  | ---- | ----------- | -- | - | - | - | - | -- | -- | -- |
|  | 1.   | Famalicense | ?  |   |   |   |   |    |    |    |
|  | 2.   | Barcelos    | ?  |   |   |   |   |    |    |    |
|  | 3.   | ABC Braga   | ?  |   |   |   |   |    |    |    |

Legenda:
  Qualificato ai play-off.
Note:
Tre punti a vittoria, due a pareggio, uno a sconfitta.

#### Regional do Centro
|  | Pos. | Squadra       | Pt | G | V | N | P | GF | GS | DR |
|  | ---- | ------------- | -- | - | - | - | - | -- | -- | -- |
|  | 1.   | Termas        | ?  |   |   |   |   |    |    |    |
|  | 2.   | Panasqueira   | ?  |   |   |   |   |    |    |    |
|  | 3.   | Conimbricense | ?  |   |   |   |   |    |    |    |

Legenda:
  Qualificato ai play-off.
Note:
Tre punti a vittoria, due a pareggio, uno a sconfitta.

#### Regional do Porto
|  | Pos. | Squadra           | Pt | G  | V  | N | P  | GF  | GS  | DR   |
|  | ---- | ----------------- | -- | -- | -- | - | -- | --- | --- | ---- |
|  | 1.   | Infante de Sagres | 48 | 18 | 14 | 2 | 2  | 111 | 26  | +85  |
|  | 2.   | Carvalhos         | 43 | 18 | 12 | 1 | 5  | 85  | 53  | +32  |
|  | 3.   | Valongo           | 42 | 18 | 11 | 2 | 5  | 79  | 37  | +42  |
|  | 4.   | Porto             | 41 | 18 | 11 | 3 | 5  | 68  | 34  | +34  |
|  | 5.   | Espinho           | 40 | 18 | 10 | 2 | 6  | 66  | 50  | +16  |
|  | 6.   | Sanjoanense       | 39 | 18 | 10 | 1 | 7  | 94  | 56  | +38  |
|  | 7.   | Académica         | 37 | 18 | 7  | 5 | 6  | 51  | 46  | +5   |
|  | 8.   | Estrela           | 26 | 18 | 4  | 1 | 13 | 53  | 106 | -53  |
|  | 9.   | Boavista          | 22 | 18 | 2  | 0 | 16 | 32  | 136 | -104 |
|  | 10.  | Candal            | 21 | 18 | 1  | 1 | 16 | 33  | 128 | -95  |

Legenda:
  Qualificato direttamente alla fase finale.
  Qualificato ai play-off.
Note:
Tre punti a vittoria, due a pareggio, uno a sconfitta.

#### Play-off zona norte

##### Primo turno
| Squadra 1   | Totale | Squadra 2   | Gara 1 | Gara 2 | Gara 3 |
| ----------- | ------ | ----------- | ------ | ------ | ------ |
| Termas      | 3 - 16 | Carvalhos   | 1 - 4  | 2 - 12 |        |
| Porto       | 29 - 3 | Panasqueira | 16 - 0 | 13 - 3 |        |
| Espinho     | 12 - 6 | Barcelos    | 9 - 5  | 3 - 1  |        |
| Famalicense | 7 - 15 | Valongo     | 3 - 8  | 4 - 7  |        |

##### Secondo turno
| Squadra 1 | Totale | Squadra 2 | Gara 1 | Gara 2 | Gara 3 |
| --------- | ------ | --------- | ------ | ------ | ------ |
| Carvalhos | 5 - 6  | Porto     | 3 - 1  | 2 - 5  |        |
| Valongo   | 8 - 6  | Espinho   | 7 - 1  | 1 - 5  |        |

- Porto e Valongo qualificate alla fase finale.

### Zona Sul

#### Regional do Santerem
|  | Pos. | Squadra        | Pt | G | V | N | P | GF | GS | DR |
|  | ---- | -------------- | -- | - | - | - | - | -- | -- | -- |
|  | 1.   | Rossiense      | ?  |   |   |   |   |    |    |    |
|  | 2.   | Sporting Tomar | ?  |   |   |   |   |    |    |    |
|  | 3.   | Entroncamento  | ?  |   |   |   |   |    |    |    |
|  | 4.   | Torres Novas   | ?  |   |   |   |   |    |    |    |
|  | 5.   | Ouriense       | ?  |   |   |   |   |    |    |    |

Legenda:
  Qualificato ai play-off.
Note:
Tre punti a vittoria, due a pareggio, uno a sconfitta.

#### Regional do Lisboa
|  | Pos. | Squadra             | Pt | G  | V  | N | P  | GF  | GS  | DR  |
|  | ---- | ------------------- | -- | -- | -- | - | -- | --- | --- | --- |
|  | 1.   | Benfica             | 57 | 22 | 17 | 1 | 4  | 110 | 37  | +73 |
|  | 2.   | Oeiras              | 54 | 22 | 16 | 0 | 6  | 78  | 40  | +38 |
|  | 3.   | CUF Barreiro        | 52 | 22 | 14 | 2 | 6  | 86  | 54  | +32 |
|  | 4.   | Belenenses          | 50 | 22 | 14 | 0 | 8  | 72  | 58  | +14 |
|  | 5.   | Campo de Ourique    | 49 | 22 | 13 | 1 | 8  | 88  | 66  | +22 |
|  | 6.   | Sporting CP         | 48 | 22 | 13 | 0 | 9  | 83  | 66  | +17 |
|  | 7.   | Cascais             | 42 | 22 | 9  | 2 | 11 | 94  | 94  | 0   |
|  | 8.   | Paço de Arcos       | 40 | 22 | 8  | 3 | 11 | 74  | 72  | +2  |
|  | 9.   | Sintra              | 39 | 22 | 8  | 1 | 13 | 64  | 83  | -19 |
|  | 10.  | Juventude Salesiana | 37 | 22 | 7  | 2 | 13 | 52  | 78  | -26 |
|  | 11.  | CF Benfica          | 30 | 22 | 4  | 1 | 17 | 50  | 124 | -74 |
|  | 12.  | Lisgas              | 27 | 22 | 2  | 1 | 19 | 42  | 122 | -80 |

Legenda:
  Qualificato direttamente alla fase finale.
  Qualificato ai play-off.
      Retrocesse in 2ª Divisão 1967.
Note:
Tre punti a vittoria, due a pareggio, uno a sconfitta.

#### Play-off zona sul

##### Primo turno
| Squadra 1        | Totale | Squadra 2      | Gara 1 | Gara 2 | Gara 3 |
| ---------------- | ------ | -------------- | ------ | ------ | ------ |
| Rossiense        | 4 - 15 | Oeiras         | 3 - 12 | 1 - 3  |        |
| Belenenses       | 14 - 2 | Sporting Tomar | 6 - 1  | 8 - 1  |        |
| Barreiro         |        |                |        |        |        |
| Campo de Ourique |        |                |        |        |        |

##### Secondo turno
| Squadra 1 | Totale | Squadra 2        | Gara 1 | Gara 2 | Gara 3 |
| --------- | ------ | ---------------- | ------ | ------ | ------ |
| Barreiro  | 3 - 5  | Campo de Ourique | 2 - 2  | 1 - 3  |        |
| Oeiras    | 5 - 6  | Belenenses       | 3 - 3  | 2 - 3  |        |

- Campo de Ourique e Belenenses qualificate alla fase finale.

### Zona Insulares
- Marítimo qualificato alla fase finale.

### Zona Ultra marinho
- Clube Ferroviário qualificato alla fase finale.

## Fase finale

### Classifica
|  | Pos. | Squadra           | Pt | G  | V  | N | P  | GF | GS | DR  |
|  | ---- | ----------------- | -- | -- | -- | - | -- | -- | -- | --- |
|  | 1.   | Benfica           | 37 | 14 | 11 | 1 | 2  | 49 | 17 | +32 |
|  | 2.   | Clube Ferroviário | 34 | 14 | 9  | 2 | 3  | 41 | 22 | +19 |
|  | 3.   | Campo de Ourique  | 33 | 14 | 9  | 1 | 4  | 52 | 37 | +15 |
|  | 4.   | Infante de Sagres | 32 | 14 | 8  | 2 | 4  | 50 | 31 | +19 |
|  | 5.   | Porto             | 29 | 14 | 5  | 4 | 5  | 37 | 39 | -2  |
|  | 6.   | Belenenses        | 25 | 14 | 5  | 1 | 8  | 24 | 38 | -14 |
|  | 7.   | Valongo           | 19 | 14 | 2  | 1 | 11 | 26 | 50 | -24 |
|  | 8.   | Marítimo          | 16 | 14 | 1  | 0 | 13 | 26 | 71 | -45 |

Legenda:
      Campione del Portogallo e ammessa alla Coppa dei Campioni 1966-1967.
Note:
Due punti a vittoria, uno a pareggio, zero a sconfitta.

### Risultati
| Andata (1ª) | Andata (1ª) | Prima giornata               | Ritorno (8ª) | Ritorno (8ª) |
|             |             |                              |              |              |
| 16 nov.     | 8-3         | Infante de Sagres-Maritimo   | 6-1          | 3 dic.       |
| 16 nov.     | 9-1         | Benfica-Campo de Ourique     | 2-1          | 3 dic.       |
| 16 nov.     | 2-1         | Belenenses-Clube Ferroviário | 2-4          | 3 dic.       |
| 16 nov.     | 0-7         | Valongo-Porto                | 0-1          | 3 dic.       |

| Andata (2ª) | Andata (2ª) | Seconda giornata            | Ritorno (9ª) | Ritorno (9ª) |
|             |             |                             |              |              |
| 19 nov.     | 2-2         | Porto-Infante de Sagres     | 2-7          | 5 dic.       |
| 19 nov.     | 3-5         | Maritimo-Valongo            | 2-4          | 5 dic.       |
| 19 nov.     | 2-0         | Campo de Ourique-Belenenses | 4-1          | 5 dic.       |
| 19 nov.     | 2-0         | Clube Ferroviário-Benfica   | 2-0          | 5 dic.       |

| Andata (3ª) | Andata (3ª) | Terza giornata                     | Ritorno (10ª) | Ritorno (10ª) |
|             |             |                                    |               |               |
| 23 nov.     | 2-4         | Infante de Sagres-Benfica          | 1-2           | 10 dic.       |
| 23 nov.     | 1-2         | Valongo-Belenenses                 | 1-1           | 10 dic.       |
| 23 nov.     | 5-3         | Porto-Maritimo                     | 3-2           | 7 dic.        |
| 23 nov.     |             | Clube Ferroviário-Campo de Ourique | 1-4           | 7 dic.        |

| Andata (4ª) | Andata (4ª) | Quarta giornata           | Ritorno (11) | Ritorno (11) |
|             |             |                           |              |              |
| 23 nov.     | 3-4         | Valongo-Infante de Sagres | 3-4          | 7 dic.       |
| 23 nov.     | 2-2         | Porto-Clube Ferroviário   | 5-2          | 10 dic.      |
| 23 nov.     | 3-9         | Maritimo-Campo de Ourique | 1-6          | 10 dic.      |
| 23 nov.     | 3-0         | Benfica-Belenenses        | 4-0          | 7 dic.       |

| Andata (5ª) | Andata (5ª) | Quinta giornata                    | Ritorno (12ª) | Ritorno (12ª) |
|             |             |                                    |               |               |
| 27 nov.     | 8-2         | Infante de Sagres-Campo de Ourique | 1-4           | 11 dic.       |
| 27 nov.     | 2-5         | Valongo-Clube Ferroviário          | 2-7           | 11 dic.       |
| 27 nov.     | 0-4         | Porto-Benfica                      | 1-1           | 11 dic.       |
| 27 nov.     | 2-6         | Maritimo-Belenenses                | 4-0           | 11 dic.       |

| Andata (6ª) | Andata (6ª) | Sesta giornata                      | Ritorno (13ª) | Ritorno (13ª) |
|             |             |                                     |               |               |
| 27 nov.     | 1-1         | Infante de Sagres-Clube Ferroviário | 2-4           | 11 dic.       |
| 27 nov.     | 1-4         | Valongo-Campo de Ourique            | 2-5           | 11 dic.       |
| 27 nov.     | 3-4         | Porto-Belenenses                    | 2-5           | 11 dic.       |
| 27 nov.     | 2-8         | Maritimo-Benfica                    | 0-5           | 11 dic.       |

| \| Andata (7ª) \| Andata (7ª) \| Settima giornata \| Ritorno (14ª) \| Ritorno (14ª) \| \| \| \| \| \| \| \| 28 nov. \| 1-1 \| Valongo-Benfica \| 3-4 \| 12 dic. \| \| 28 nov. \| 3-3 \| Porto-Campo de Ourique \| 1-4 \| 12 dic. \| \| 28 nov. \| 0-3 \| Maritimo-Clube Ferroviário \| 4-0 \| 12 dic. \| \| 7 dic. \| 3-0 \| Infante de Sagres-Belenenses \| 4-1 \| 12 dic. \| |             |                              |               |               |
| Andata (7ª) | Andata (7ª) | Settima giornata             | Ritorno (14ª) | Ritorno (14ª) |
| |             |                              |               |               |
| 28 nov. | 1-1         | Valongo-Benfica              | 3-4           | 12 dic.       |
| 28 nov. | 3-3         | Porto-Campo de Ourique       | 1-4           | 12 dic.       |
| 28 nov. | 0-3         | Maritimo-Clube Ferroviário   | 4-0           | 12 dic.       |
| 7 dic. | 3-0         | Infante de Sagres-Belenenses | 4-1           | 12 dic.       |